# Падре (фільм)
«Падре» (англ. The Padre) — канадська драматична стрічка 2018 року режисера Джонатана Собола. Прем'єра стрічки в кінотеатрах відбулась 28 вересня 2018 року.

## Сюжет
Неповнолітня колумбійка Лена намагається отримати візу для відвідування сестри в США. Оскільки у неї не має батьків їй відмовляють. Вона намагається заробити більше грошей: пропонує падре купити золотий годинник, але той відмовляється. Згодом дівчина знову зустрічається з Падре. На місце під'їжджає поліцейський автомобіль з шерифом Немесем у відставці та поліцейським Гаспаром. Чоловіки пропонують винагороду за упіймання Падре.
Падре намагається зникнути на автомобілі, але на шляху виявляє Лену, яка ховалась на задньому сидінні. Пояснення дівчини перериває погоня поліцейських. Дівчина допомагає відірватися від них. У місті чоловік пропонує їй повернутися, проте вона відмовляється та просить відвезти, куди скаже. Падре зацікавився пропозицією, оскільки Лена платила готівкою.
Гаспар і Немес йдуть по слідах Лени та Падре. Вони знаходять готель, у якому зупинились переслідувані. Дівчина їх помічає, їй вдається перехитрити чоловіків. Двоє знову втікають. Стрілянина Немеса викликає суперечку. Гаспар швидко владнав справи з поліцейськими, які прибули на місце вистрілів. Найманець колишнього шерифа відмовляється допомагати йому. Тоді Немес розповідає, що його дочка збиралася вийти заміж за Падре. Проте батько дізнався, що нареченого вигнали з армії, він зловживав алкоголем і був аферистом. Він заборонив спілкуватися доньці з ним. Молода жінка відмовилась від батька. А через рік Немес дізнався про її смерть по вині нареченого. І тепер рушій всіх його дій — помста.
На шляху дівчина помічає, що загубила гроші. Падре залишає її у місті, але та вмовляє взяти з собою. Тоді двоє обманним шляхом заволодівають винагородою Немеса за спіймання Падре. Вони вирушають в церкву, якій Лена хотіла помститися за сестру. Дівчина прикидається померлою. Труну ставлять у підвал. Щоб Лені не було страшно, Падре тримає з нею зв'язок по рації. Чоловік розповідає, що після весілля він купив маленький будиночок у глушині. У дружини почались перейми, але вона не змогла розбудити п'яного чоловіка. До лікарні було дуже далеко, тому вона померла разом з дитиною. Коли церква опустіла, дівчина впустила Падре та вдвох вони забирали усе коштовне.
Лена з Падре мали зустрітися, але чоловік відмовляється їхати. Дівчину схоплюють. У сутичці Падре отримує поранення, а Немеса вбивають. Гаспар дає час втекти. Перетнувши кордон, чоловік помирає. Лена купує підробний паспорт і відправляється до сестри.

## У ролях
| Актор           | Роль   |
| --------------- | ------ |
| Тім Рот         | Падре  |
| Нік Нолті       | Немес  |
| Луїс Гусман     | Гаспар |
| Валерія Енрікес | Лена   |

## Створення фільму

### Виробництво
Зйомки фільму проходили в Боготі, Колумбія.

### Знімальна група
- Кінорежисер — Джонатан Собол
- Сценарист — Стівен Кунк
- Кінопродюсер — Ніколас Табаррок
- Кінооператор — Пол Сароссі
- Художник-постановник — Ініго Наварро
- Художник-декоратор — Марія Андреа Рангель
- Художник-костюмер — Шейла Фітцпатрік
- Підбір акторів — Марія Жуліана Касадієго, Річ Менто[3]

## Сприйняття
Фільм отримав змішані відгуки. На сайті Rotten Tomatoes оцінка стрічки становить 13 % на основі 63 відгуки від глядачів (середня оцінка 2,7/5). Фільму зарахований «розсипаний попкорн» від глядачів, Internet Movie Database — 5,7/10 (270 голосів).